# 大关行江
大关行江（日语：／ Ōzeki Yukie，1949年2月6日—），现姓木村，日本前女子乒乓球运动员，曾就读于青山学院大学。她曾获得1枚世界乒乓球锦标赛金牌和3枚亚洲乒乓球锦标赛金牌。